# کابادباران
کابادباران شهری است در کشور فیلیپین. این شهر مرکز استان آگوسان شمالی در جنوب شرقی کشور فیلیپین است. جمعیت آن در سال ۲۰۰۷ بالغ بر پنجاه و پنج هزار نفر بوده است .